# Aia Kruse Goenaga
Aia Kruse Goenaga   (Sant Sebastià, 24 de febrer de 1994) és un actriu basca que ha treballat en cinema i televisió. El seu pare és estatunidenc i la seva mare és l'actiu i escriptora Aitzpea Goenaga.

## Filmografia
- Altsasu (2020)
- La línea invisible (2020)
- Ane (2020)
- Nora (2020)
- Handia (2017)
- Zorion perfektua (2009)
- Goenkale (2005-2006)